# Пятница (Львовская область)
Пятница (укр. П'ятниця) — село в Добромильской городской общине Самборского района Львовской области Украины.
Население по переписи 2001 года составляло 710 человек. Занимает площадь 1,177 км². Почтовый индекс — 82046. Телефонный код — 3238.